# Lieder japanischer Städte und Gemeinden
Die Lieder japanischer Städte und Gemeinden (jap. 市町村歌, Shichōsonka, auch 市町村民歌, Shichōson Minka oder 市町村民の歌, Shichōsonmin no Uta) sind von den japanischen Selbstverwaltungskörperschaften festgelegte Lieder für Gemeinden (市[区]町村, shi[ku]chōson), inzwischen einschließlich der erst seit einigen Jahren als kommunale Selbstverwaltungskörperschaften anerkannten „[Sonder-]bezirke“ ([tokubetsu-]ku) auf dem Gebiet der im Krieg abgeschafften Stadt (-shi) Tokio.

## Überblick
1898, neun Jahre nach Einführung der Gemeindeordnung für kreisfreie Städte (市制, shisei, 1889) wurde mit dem „Lied der Stadt Kyōto“ (Text von Kurokawa Mayori, Komposition von Uesane Michi) das erste japanische Stadtlied geschaffen. Elf Jahre später, 1909 wurde das älteste heut noch verwendete Stadtlied anlässlich der 50-Jahr-Feier für den Hafen Yokohama veröffentlicht. In der Folge setzten alle japanische Großstädte bis zur Shōwa-Zeit Stadtlieder, damals in der Regel im Schriftstil (Bungo) mit einem 5-7-5 Metrum, fest. Da der Inhalt der Stadtlieder, die vor dem Pazifikkrieg bis 1945 entstanden waren, zumeist an den Militarismus erinnerte, stoppte zunächst Sendai die Aufführung des Stadtliedes. In der Folge wurden die alten Stadtlieder abgeschafft und neue wurden festgesetzt. Als Vorreiter dieser Entwicklung wird die Stadt Mito betrachtet.
Außer den „sechs größten Städten“ Japans (六大都市, rokudai toshi, Vorläufer der 1956 eingeführten Großstädte) und den Präfekturhauptstädten (都道府県庁所在地, to-/dō-/fu-/ken-chō shozaichi) setzten in den 1960er und 1970er Jahren auch viele andere kreisfreie Städte (-shi), kreisangehörige Gemeinden (-chō/-son) und „[Sonder-]bezirke“ ([tokubetsu]-ku) Lieder fest, oft im umgangssprachlichen Stil. Insbesondere 1968 wurde bedingt durch das Gedenken an „100 Jahre Meiji“ (明治百年) eine Vielzahl neuer Lieder festgelegt. Weiteren Aufschwung erhielt die Festlegung von Stadt- und Gemeindeliedern in den 2000er Jahren mit den sogenannten „Großen Gemeindefusionen der Heisei-Zeit“ (平成の大合併, Heisei no daigappei) durch die neue Großstädte entstanden.

## Liste der Lieder japanischer Präfekturhauptstädte und designierter Großstädte (seirei shitei toshi)
| Hokkai[dō] | Sapporo           | Shimin no uta (市民の歌, etwa „Lied der Bürger“)                                                                             | 1964           | Text und Noten                           | Text und Noten            | |  |  |
| Aomori     | Aomori            | Ōkina asa ni (大きな朝に, etwa „An einem großen Morgen“)                                                                     | 26. Dez. 2005  | Text und Noten                           | Hörbeispiel               | 3. Version                                                                                                 |  |  |
| Iwate      | Morioka           | Morioka-shi Minka (盛岡市民歌, etwa „Volkslied der Stadt Morioka“)                                                           | 1949           | Text und Noten                           | Hörbeispiel               | 2. Version                                                                                                 |  |  |
| Miyagi     | Sendai            | Sendai-shi Minka (盛岡市民歌, etwa „Volkslied der Stadt Sendai“)                                                             | 1931           |                                          |                           | wird gegenwärtig nicht gesungen                                                                            |  |  |
| Miyagi     | Sendai            | Kaze yo Kumo yo Hikari yo (風よ雲よ光よ)                                                                                     | 1989           |                                          |                           | Neues Volkslied der Stadt Sendai zum Gedenken an „100 Jahre kreisfreie Stadt Sendai“                       |  |  |
| Akita      | Akita             | Akita-shi Kinen Shiminka (秋田市記念市民歌)                                                                                  | 1979           | Text und Noten (PDF)                     | Hörbeispiel als WMA Datei | 5. Version                                                                                                 |  |  |
| Yamagata   | Yamagata          | Yamagata Shimin no uta (山形市民の歌, etwa „Lied der Bürger von Yamagata“)                                                   | 7. Nov. 1957   | Text                                     | Hörbeispiel               | 2. Version                                                                                                 |  |  |
| Fukushima  | Fukushima         | Fukushima-Shika (福島市歌, etwa „Lied der Stadt Fukushima“)                                                                  | 1936           | Text und Noten                           | Text und Noten            | |  |  |
| Ibaraki    | Mito              | Mito-Shika (水戸市歌, etwa „Lied der Stadt Mito“)                                                                            | 3. Nov. 1954   |                                          |                           | 2. Version                                                                                                 |  |  |
| Tochigi    | Utsunomiya        | Utsunomiya no Uta (宇都宮の歌, etwa „Utsunomiya-Lied“)                                                                       | 1956           | Text und Noten                           | Hörbeispiel               | |  |  |
| Gunma      | Maebashi          | Kantate Akagi mine ni (赤城嶺に, etwa „Am Gipfel des Akagi“)                                                                 | 1956           | Text und Noten                           | Hörbeispiel               | |  |  |
| Saitama    | Saitama           | Yume no machi (希望のまち, etwa „Traumstadt“)                                                                                | April 2003     | Text                                     | Hörbeispiel               | |  |  |
| Chiba      | Chiba             | Chiba-Shika (千葉市歌, etwa „Lied der Stadt Chiba“)                                                                          | 1929           | Text und Noten                           | Hörbeispiel               | |  |  |
| Tokio      | Tokio (1889–1943) | Tōkyō-Shika (東京市歌, etwa „Lied der Stadt Tokyo“)                                                                          | 1926           | Text                                     | Text                      | |  |  |
| Tokio      | Shinjuku          | Dai-Shinjuku no uta (大新宿区の歌, etwa „Lied von Groß-Shinjuku“)                                                            | Okt. 1949      | Text                                     | Hörbeispiel               | |  |  |
| Kanagawa   | Yokohama          | Yokohama-Shika (横浜市歌, etwa „Lied der Stadt Yokohama“)                                                                    | 1909           | Text und Noten                           | Hörbeispiel als WMA Datei | |  |  |
| Kanagawa   | Kawasaki          | Kawasaki-Shika (川崎市歌, etwa „Lied der Stadt Kawasaki“)                                                                    | 1934           | Text                                     | Hörbeispiel               | Der Text des Liedes wurde zweimal revidiert.                                                               |  |  |
| Kanagawa   | Kawasaki          | Suki desu Kawasaki Ai no Machi (好きです かわさき 愛の街, etwa „Stadt der Liebe Kawasaki - dir gehört meine Zuneigung“)      | 1984           |                                          |                           | Zum Gedenken an 60 Jahre kreisfreie Stadt Kawasaki.                                                        |  |  |
| Kanagawa   | Sagamihara        | Sagamihara-Shimin no Uta (相模原市民の歌, etwa „Lied der Bürger von Sagamihara“)                                             | Jan. 1958      | Text                                     | Hörbeispiel               | Kōzaburo Hirai (Komposition)                                                                               |  |  |
| Niigata    | Niigata           | Niigata-Shika (新潟市歌, etwa „Lied der Stadt Niigata“)                                                                      | 1. Nov. 1969   | Text                                     | Hörbeispiel               | 2. Version                                                                                                 |  |  |
| Niigata    | Niigata           | Sunahama de (砂浜で, etwa „Am Strand“)                                                                                       | 1. Nov. 1969   | Text                                     | Hörbeispiel               | Volkslied                                                                                                  |  |  |
| Toyama     | Toyama            | Toyama-Shimin no Uta (富山市民の歌, etwa „Lied der Bürger von Toyama“)                                                       | 1952           |                                          |                           | |  |  |
| Ishikawa   | Kanazawa          | Kanazawa-Shika (金沢市歌, etwa „Lied der Stadt Kanazawa“)                                                                    | 1923           | Text und Noten (PDF; 7,5 MB)             | Hörbeispiel               | |  |  |
| Ishikawa   | Kanazawa          | Kanazawa-Shimin no Uta (金沢市民の歌, etwa „Lied der Bürger von Kanazawa“)                                                   | 1949           | Text und Noten (PDF; 7,6 MB)             | Hörbeispiel               | |  |  |
| Fukui      | Fukui             | Watashitachi no machi Tokimeki no machi (わたしたちのまち ときめきのまち, etwa „Unsere Stadt blühende Stadt“)                | 1989           | Text                                     | Text                      | 2. Version                                                                                                 |  |  |
| Yamanashi  | Kōfu              | Kōfu-shi no Uta (甲府市の歌, etwa „Lied der Stadt Kōfu“)                                                                     | 17. Okt. 1966  | Text und Noten                           | Hörbeispiel WAV Datei     | 3. Version                                                                                                 |  |  |
| Nagano     | Nagano            | Nagano-shi Shika (長野市市歌, etwa „Stadtlied von Nagano“)                                                                   | 29. März 1967  | Text und Noten (PDF)                     | Text und Noten (PDF)      | 3. Version                                                                                                 |  |  |
| Gifu       | Gifu              | Gifu Shimin no Uta (岐阜市民の歌, etwa „Lied der Bürger von Gifu“)                                                           | 15. März 1979  | Text                                     | Text                      | 2. Version                                                                                                 |  |  |
| Shizuoka   | Shizuoka          | Watashi no Machi Shizuoka (わたしの街 静岡, etwa „Unsere Stadt Shizuoka“)                                                    | 13. April 2005 | Text                                     | Hörbeispiel               | 3. Version                                                                                                 |  |  |
| Shizuoka   | Hamamatsu         | Hamamatsu-Shika (浜松市歌, etwa „Lied der Stadt Hamamatsu“)                                                                  | 1. Juli 2007   | Text und Noten (Text der ersten Fassung) | Hörbeispiel               | 2. Version                                                                                                 |  |  |
| Aichi      | Nagoya            | Nagoya-Shika (名古屋市歌, etwa „Lied der Stadt Nagoya“)                                                                      | 28. Feb. 1910  |                                          |                           | |  |  |
| Mie        | Tsu               | Kono Machi ga suki sa (このまちが好きさ)                                                                                     | 1. Feb. 2009   | Text                                     | Hörbeispiel               | 2. Version                                                                                                 |  |  |
| Shiga      | Ōtsu              | Ōtsu Shimin no Uta (大津市民の歌, etwa „Lied der Bürger von Ōtsu“)                                                           | 1958           | Text und Noten                           | Hörbeispiel               | 2. Version                                                                                                 |  |  |
| Kyōto      | Kyōto             | Kyōto Shika (京都市歌, etwa „Lied der Stadt Kyōto“)                                                                          | 15. Juli 1951  | Text                                     | Hörbeispiel               | 4. Version                                                                                                 |  |  |
| Osaka      | Osaka             | Ōsaka Shika (大阪市歌, etwa „Lied der Stadt Osaka“)                                                                          | März 1921      | Text und Noten                           | Hörbeispiel               | |  |  |
| Osaka      | Sakai             | Sakai Shimin no Uta (堺市民の歌, etwa „Lied der Bürger von Sakai“)                                                           | 1969           |                                          |                           | 2. Version                                                                                                 |  |  |
| Hyōgo      | Kōbe              | Kōbe Shika (神戸市歌, etwa „Lied der Stadt Kōbe“)                                                                            | 1951           | Text und Noten (PDF)                     | Hörbeispiel               | 2. Version                                                                                                 |  |  |
| Nara       | Nara              | Nara Shimin no Uta (奈良市民の歌, etwa „Lied der Bürger von Nara“)                                                           | 1957           |                                          |                           | |  |  |
| Wakayama   | Wakayama          | Wakayama-shi Shika (和歌山市市歌, etwa „Lied der Stadt Nara“)                                                                | 1955           | Text und Noten                           | Hörbeispiel               | |  |  |
| Tottori    | Tottori           | Nobiyuku Furusato (伸びゆくふるさと, etwa „Wachsende Heimatstadt“)                                                           | 1. Nov. 2005   | Text                                     | Hörbeispiel               | 2. Version                                                                                                 |  |  |
| Shimane    | Matsue            | Matsue-shi no uta (松江市の歌, etwa „Lied der Stadt Matsue“)                                                                 | 22. Dez. 2011  | Text und Noten                           | Hörbeispiel               | 3. Version                                                                                                 |  |  |
| Okayama    | Okayama           | Okayama Shika (岡山市歌, etwa „Lied der Stadt Okayama“)                                                                      | 1930           |                                          |                           | wird gegenwärtig nicht gesungen                                                                            |  |  |
| Okayama    | Okayama           | Okayama Shimin no Uta (岡山市民の歌, etwa „Lied der Bürger von Okayama“)                                                     | 1979           |                                          |                           | zum Gedenken an 90 Jahre kreisfreie Stadt Okayama                                                          |  |  |
| Okayama    | Okayama           | 絆 -KIZUNA- | 1. Juni 2012   |                                          |                           | |  |  |
| Hiroshima  | Hiroshima         | Hiroshima Shika (広島市歌, etwa „Lied der Stadt Hiroshima“)                                                                  | Jan. 1965      | Text und Noten                           | Text und Noten            | 2. Version                                                                                                 |  |  |
| Yamaguchi  | Yamaguchi         | Furusato no kaze - Yamaguchi no Uta (ふるさとの風 〜山口市民の歌〜, etwa „Hauch der Heimat - Lied der Bürger von Yamaguchi“) | 30. Mai 2006   | Text und Noten                           | Hörbeispiel als WMA Datei | 2. Version Teilrevision 2010                                                                               |  |  |
| Tokushima  | Tokushima         | Tokushima Shiminka (徳島市民歌, etwa „Lied der Bürger von Tokushima“)                                                        | 1951           |                                          |                           | 3. Version                                                                                                 |  |  |
| Kagawa     | Takamatsu         | Takamatsu Shika (高松市歌 (1), etwa „Lied der Stadt Takamatsu“)                                                              | 1912           |                                          |                           | |  |  |
| Kagawa     | Takamatsu         | Takamatsu Shika (高松市歌 (2), etwa „Lied der Stadt Takamatsu“)                                                              | 1912           |                                          |                           | |  |  |
| Kagawa     | Takamatsu         | Takamatsu Shimin no Uta (高松市民の歌, etwa „Lied der Bürger von Takamatsu“)                                                 | 1942           |                                          |                           | |  |  |
| Ehime      | Matsuyama         | Matsuyama Shika (松山市歌, etwa „Lied der Stadt Matsuyama“)                                                                  | 21. Feb. 1979  |                                          |                           | |  |  |
| Kōchi      | Kōchi             | Kōchi Shika (高知市歌, etwa „Lied der Stadt Kōchi“)                                                                          | 3. März 1948   | Text und Noten                           | Hörbeispiel               | |  |  |
| Fukuoka    | Fukuoka           | Fukuoka Shika (福岡市歌, etwa „Lied der Stadt Fukuoka“)                                                                      | 1931           |                                          |                           | wird gegenwärtig nicht gesungen                                                                            |  |  |
| Fukuoka    | Fukuoka           | Kokoro no Bōru (心のボール)                                                                                                  | 1989           |                                          |                           | zum Gedenken an 100 Jahre kreisfreie Stadt Fukuoka                                                         |  |  |
| Fukuoka    | Kitakyūshū        | Kitakyūshū Shika (北九州市歌, etwa „Lied der Stadt Kitakyūshū“)                                                              | 1963           | Text und Noten                           | Hörbeispiel               | |  |  |
| Fukuoka    | Kitakyūshū        | Midori no Machi ni shimasen ka (緑のまちにしませんか, etwa „Wollen wir nicht eine grüne Stadt“)                              | 1981           | Text und Noten                           | Hörbeispiel               | |  |  |
| Saga       | Saga              | Saga no Uta (さがのうた, etwa „Saga-Lied“)                                                                                   | 1989           |                                          |                           | zum Gedenken an 100 Jahre kreisfreie Stadt Saga. Ein offizielles Lied der Stadt ist noch nicht festgelegt. |  |  |
| Nagasaki   | Nagasaki          | Nagasaki Shika (長崎市歌, etwa „Lied der Stadt Nagasaki“)                                                                    | Dez.1933       | Text und Noten                           | Text und Noten            | |  |  |
| Kumamoto   | Kumamoto          | Kumamoto Shika (熊本市歌, etwa „Lied der Stadt Kumamoto“)                                                                    | März 1930      | Text und Noten                           | Hörbeispiel               | |  |  |
| Ōita       | Ōita              | Ōita Shika (大分市歌, etwa „Lied der Stadt Ōita“)                                                                            | 1983           | Text und Noten                           | Hörbeispiel               | 3. Version                                                                                                 |  |  |
| Miyazaki   | Miyazaki          | Nankoku no Machi Miyazaki (南国の街 宮崎市, etwa „Stadt im Süden - Miyazaki“)                                                | 1. April 1974  | Text und Noten                           | Hörbeispiel               | |  |  |
| Kagoshima  | Kagoshima         | Kagoshima Shiminka (鹿児島市民歌, etwa „Lied der Bürger von Kagoshima“)                                                      | 1972           | Text und Noten                           | Hörbeispiel               | |  |  |
| Okinawa    | Naha              | Naha Shika (那覇市歌, etwa „Lied der Stadt Naha“)                                                                            | um 1929        | Text und Noten                           | Hörbeispiel               | |  |  |

## Lieder von Städten und Gemeinden in früheren Überseegebieten
Es folgen die Lieder von Städten und Gemeinden in früheren japanischen Überseegebieten. Alle genannten Lieder sind heute abgeschafft; die Auflistung dient der Vollständigkeit.
| Region                              | Stadt(bezirk)  | Titel                                                                   | Bekanntgabe | Link | Link | Anmerkung |
| ----------------------------------- | -------------- | ----------------------------------------------------------------------- | ----------- | ---- | ---- | --------- |
| Sachalin                            | Toyohara       | Toyohara Shisei Ōka (豊原市制謳歌, etwa „Lobgesang der Stadt Toyohara“) | 1937        |      |      |           |
| Pachtgebiet Kwantung                | Dalian         | Dairen Shika (大連市歌, etwa „Lied der Stadt Dalian“)                   | 1935        |      |      |           |
| Taiwan unter japanischer Herrschaft | Taipeh         | Taihoku Shiminka (台北市民歌, etwa „Lied der Bürger von Taipeh“)        | 1920        |      |      |           |
| Korea unter japanischer Herrschaft  | Keijō (京城府) | Keijō Fuka (京城府歌, etwa „Lied der Stadtpräfektur Pjöngjang“)         | 1932        |      |      |           |
| Korea unter japanischer Herrschaft  | Busan          | Busan Fuka (釜山府歌, etwa „Lied der Stadtpräfektur Busan“)             |             |      |      |           |
| Korea unter japanischer Herrschaft  | Pjöngjang      | Warera no Heijō (我等の平壌, etwa „Unser Pjöngjang“)                    | 1932        |      |      |           |

## Anmerkung
1. ↑  Bei der gegenwärtigen Fassung handelt es sich um die vierte Version von 1952 (Komposition von Moroi Saburō).
2. ↑  1917 wurde zunächst Doi Bansui gebeten einen Text für das Lied zu verfassen, doch wurde nie eine Komposition hinzugefügt, sodass diese Fassung unvollendet blieb. 1928 entstand die zweite, nunmehr vollständige Version mit einem Text von Tezuka Yoshiki, Komposition von Nobutoki Kiyoshi